# Leopold von Spee (Geistlicher)
Leopold Clemens August Hubert Reichsgraf von Spee (* 28. Januar 1818 in Düsseldorf; † 23. November 1882 auf Schloss Heltorf) war ein katholischer Geistlicher und Reichstagsabgeordneter.

## Leben
Als Sohn des Grafen Franz von Spee besuchte Leopold das Gymnasium in Düsseldorf. Er studierte ab 1837 an der Rheinischen Friedrich-Wilhelms-Universität Rechts- und Verwaltungswissenschaft und wurde im Corps Borussia Bonn aktiv. Als Inaktiver wechselte er an die Friedrich-Wilhelms-Universität zu Berlin und die Académie de Genève. Nach dem Examen war er Auskultator am Landgericht Düsseldorf (1841) und Referendar bei der Regierung in Düsseldorf (1842). Dann studierte er von 1844 bis 1847 katholische Theologie an der Ludwig-Maximilians-Universität München und der Universität Bonn. 1847 war er Vikar in Giesenkirchen. 1851 trat er in die Academia ecclesiastica in Rom ein. 1855 war er Vikar in Rath, 1856–1863 Pfarrer in Bensberg und Religionslehrer an der dortigen Kadettenanstalt. 1864 war er Feldgeistlicher im Deutsch-Dänischen Krieg, 1870 zuerst Seelsorger im katholischen Marien-Hospital in Düsseldorf, dann Kommissar des Johanniter-Malteser-Ordens für Aachen.
Für die Deutsche Zentrumspartei vertrat er von 1871 bis 1874 den Wahlkreis Regierungsbezirk Aachen 3 (Stadt Aachen) im Reichstag (Deutsches Kaiserreich).

## Ehrungen
Unvollständige Liste
- Ehrenmitglied des Corps Borussia Bonn[1]